# Schloss Løvenholm

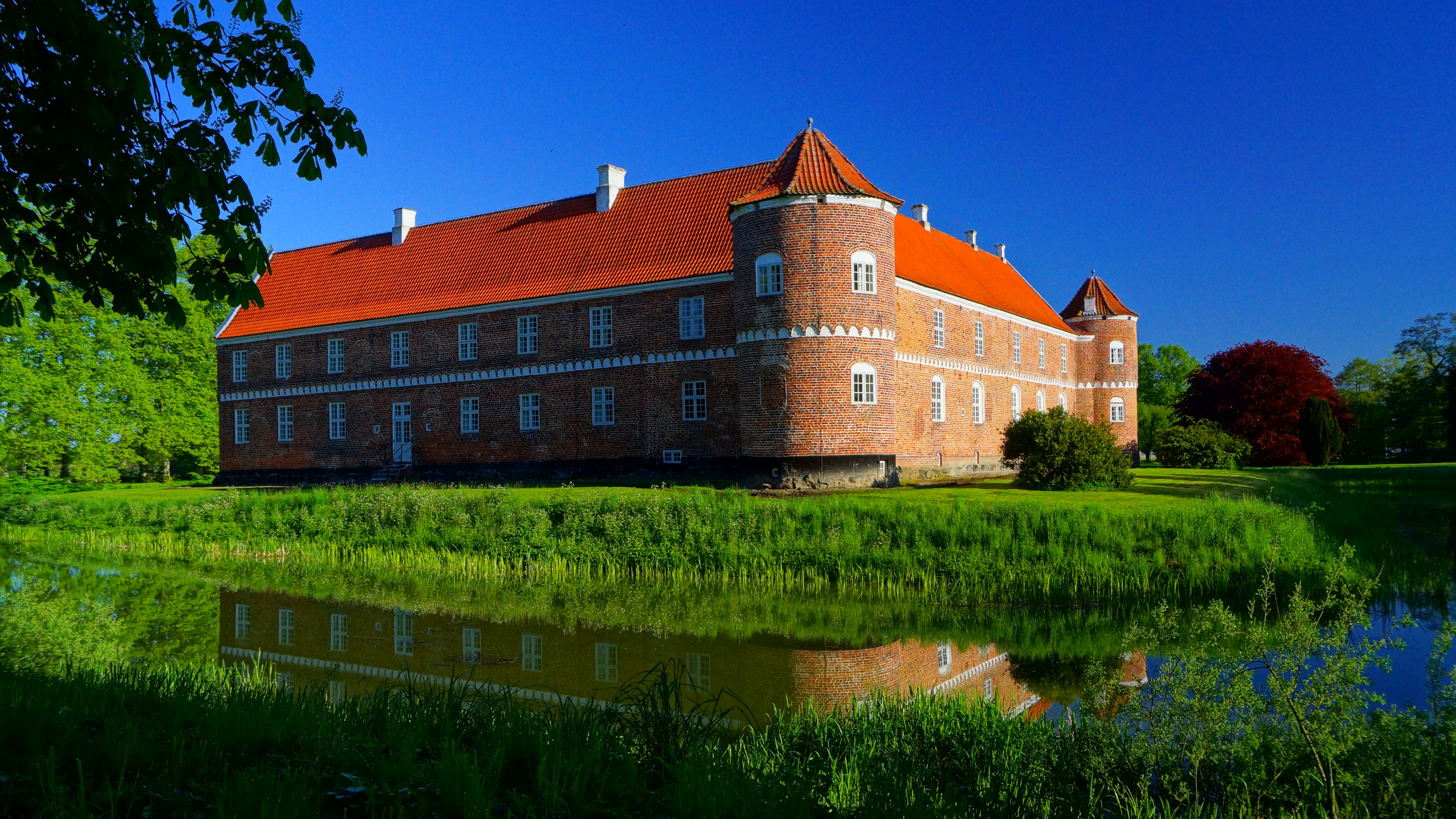
Schloss Løvenholm, Dänemark, Djursland

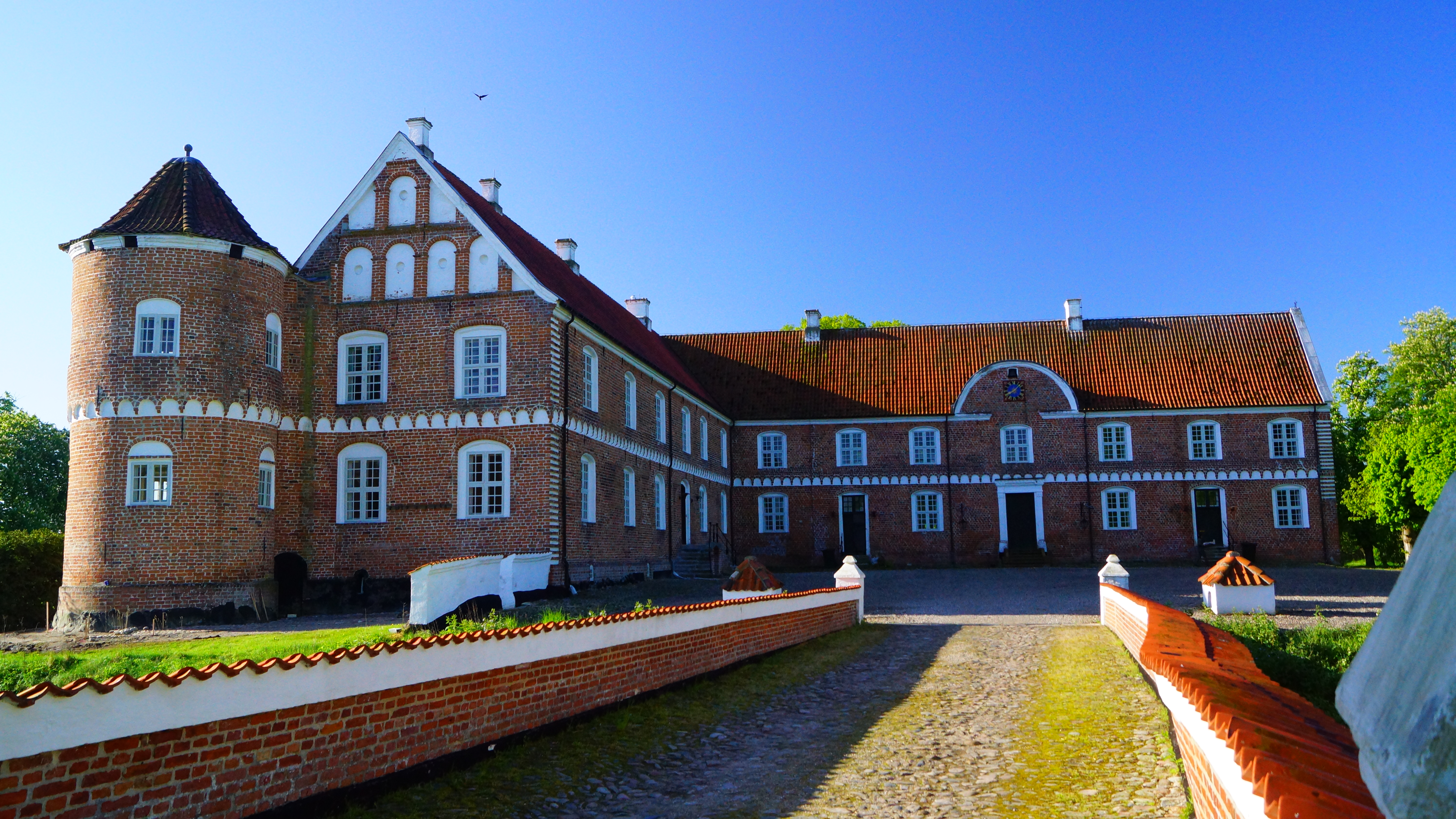

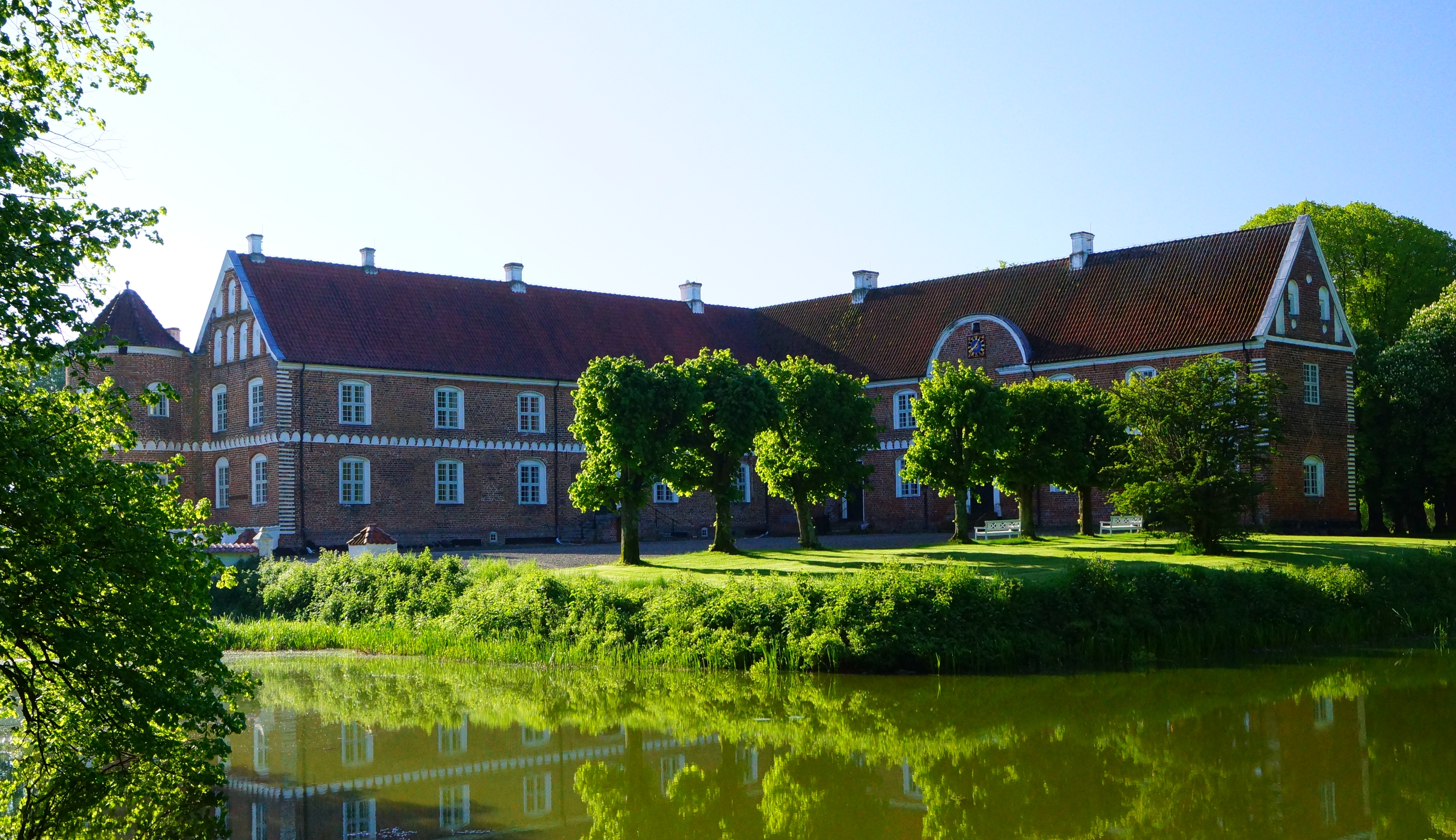

Schloss Løvenholm (dänisch: Løvenholm slot; bis 1647 Gjesingholm) liegt östlich der Kirche von Auning, im Kirchspiel Gjesing auf Jütlands östlicher Halbinsel Djursland in Dänemark.
Zum ersten Mal wird Gjesingholm im Jahr 1445 erwähnt, als das Johanniterkloster in Viborg, Besitzer des Gutes und einiger Bauernschaften, das Gut den Benediktinern des Klosters Essenbæk übertrug. Nach der Reformation wurde das Klostergut von der Krone eingezogen und an Reichsmarschall Erik Eriksen Banner (1481–1554) übertragen. Dieser hatte auf Burg Kalø die Überwachung des Gefangenen Gustav Vasa organisiert und den Adel Jütlands in der Grafenfehde (1534–1536) bei der Durchsetzung der Reformation angeführt. Die Familie Banner erbaute im Jahre 1576 den Ostflügel und den Eckturm im Norden.
Das Herrenhaus geht anschließend durch Verkauf zunächst in den Besitz von Eske Brock (1560–1625) über und wird 1609 von Gert von Rantzau auf Breitenburg (1558–1627) erworben und bezogen. Dessen Sohn Christian zu Rantzau (1614–1663), 1650 Graf mit dem Wiener Doppeldiplom (Comitiv und Palatinat), 1653 de facto Reichsgraf auf der Wetterauischen Grafenbank des Reichstags zu Regensburg, wie auch 1654, war bereits 1648 Statthalter der Herzogtümer und wurde 1661 Oberstatthalter der dänischen Krone. Christian Rantzau errichtete im Jahre 1642 den Südturm. Da das Wappen der Rantzau einen goldenen Löwen aufweist nennen sie das Gut ab 1647 Løvenholm. Es wird damit Teil der 1650 durch kaiserliche Verfügung kreierten reichsunmittelbaren Grafschaft Rantzau. Die Zeit der Rantzaus auf Løvenholm endete 1726 nach der Ermordung des dritten Reichsgrafen Christian Detlef zu Rantzau im Jahr 1721, angeblich im Auftrag durch seinen Bruder, den 4. und letzten Reichsgrafen Wilhelm Adolf zu Rantzau (1688–1734 Festung Akershus/Norwegen), der bereits 1722 in Rendsburg festgesetzt worden war und bis zum Tod in Festungshaft verblieb. Obwohl er als reichsunmittelbarer Reichsstand ausschließlich dem Kaiser und den höchsten Reichsgerichten unterstand klagte ihn die dänische Krone vor einem königlich-dänischen Gericht an, weil er auch dänischer Lehnsgraf von Løvenholm war. Ein geheimer Erbvertrag mit der dänischen Krone, den der zweite Reichsgraf Detlev zu Rantzau mit König Frederik III. geschlossen und später widerrufen hatte – für den Fall ausbleibender männlicher Erben sollte die Reichsgrafschaft an die dänische Krone fallen – hielt der Klage der Schwester Catharina der beiden Brüder nicht stand: ihr wurde außer der Reichsgrafschaft der gesamte Güter-Besitz restituiert, allerdings mit dem Haken, dass sie die Gerichtskosten in Höhe von 230.000 Reichsthalern zu tragen habe. Sie musste zur Erhaltung von Breitenburg vieles verkaufen. Drage zum Beispiel erwirbt die dänische Krone und schenkt sie dem Schwager von König CHRISTIAN VI., Friedrich von BRANDENBURG-KULMBACH zur Hochzeit. Auf gleichem Weg gelangt LOEVENHOLM 1732 in den Besitz des nun zum dänischen Lehnsgrafen erhöhten Frederik Danneskiold-Samsoe (1703–1770).
Nach einigen Zwischenstationen kam Schloss Løvenholm Ende der 1920er Jahre in den Besitz von Waldemar Uttental, dem auch Gammel Estrup gehörte. Er plante die Løvenholm Fonds Schule, eine Version der Jütland Herlufsholm Boarding. Dies konnte allerdings nicht realisiert werden und Løvenholm wird heute für die Ausbildung und Forschung in der Land- und Forstwirtschaft genutzt.